# Flavia Wasserfallen
Pour les articles homonymes, voir Wasserfallen.
Flavia Wasserfallen, née le 7 février 1979 à Berne (originaire de Langnau im Emmental et Ferenbalm), est une personnalité politique suisse, membre du Parti socialiste (PS).
Elle est députée du canton de Berne au Conseil national à partir de mai 2018, puis au Conseil des États depuis décembre 2023.

## Biographie
Flavia Wasserfallen naît le 7 février 1979 à Berne. Elle est originaire de deux autres communes du même canton, Langnau im Emmental et Ferenbalm. Sa mère est italienne.
Elle grandit avec ses deux frères à Hinterkappelen, municipalité de Wohlen bei Bern. Elle obtient une maturité de type B au lycée de Bern-Neufeld en 1998. Elle étudie ensuite les sciences politiques, l'économie et les médias à l'Université de Berne (avec un semestre d'échange à l'Université de Bologne, consacré en particulier à la politique européenne) et décroche sa licence en 2007.[réf. souhaitée]
Après avoir terminé ses études, elle travaille à l'Office fédéral de l'énergie (section du Conseil fédéral et des affaires parlementaires)[réf. souhaitée]. Parallèlement, elle fonde un service de livraison de légumes biologiques sur abonnement.
Elle est mariée, a trois enfants et vit à Berne,.
Elle n'a aucun lien de parenté avec le conseiller national PLR Christian Wasserfallen. Sa mère était conseillère communale socialiste.

## Parcours politique
Elle adhère au PS en 2001.
Elle est membre du Grand Conseil du canton de Berne de 2002 à 2012. Elle y est vice-présidente du groupe socialiste de 2006 à 2010.
Coprésidente de la section socialiste de la ville de Berne de 2010 à 2012, elle est élue co-secrétaire générale du PS suisse le 23 juin 2012. Elle reste à ce poste jusqu'à fin mars 2018.
Elle accède au Conseil national le 29 mai 2018 après la démission d'Evi Allemann, élue au gouvernement bernois. Elle est réélue lors des élections de 2019. Elle siège au sein de la Commission des affaires juridiques (CAJ) de 2018 à 2019, puis au sein de la Commission de la sécurité sociale et de la santé publique (CSSS).
Pressentie en 2019 pour succéder à Christian Levrat à la tête du PS suisse, elle annonce qu'elle n'est pas intéressée.
Elle est élue tacitement au Conseil des États en octobre 2023, à l'issue du premier tour, où elle arrive en tête,.

## Profil politique
Elle se profile au parlement fédéral sur le dossier de la santé.

## Autres mandats
Elle est membre du comité de la section bernoise de Pro Velo Suisse et membre du conseil d'administration de l'établissement de droit public Energie Wasser Bern.